# Hofmannshütte

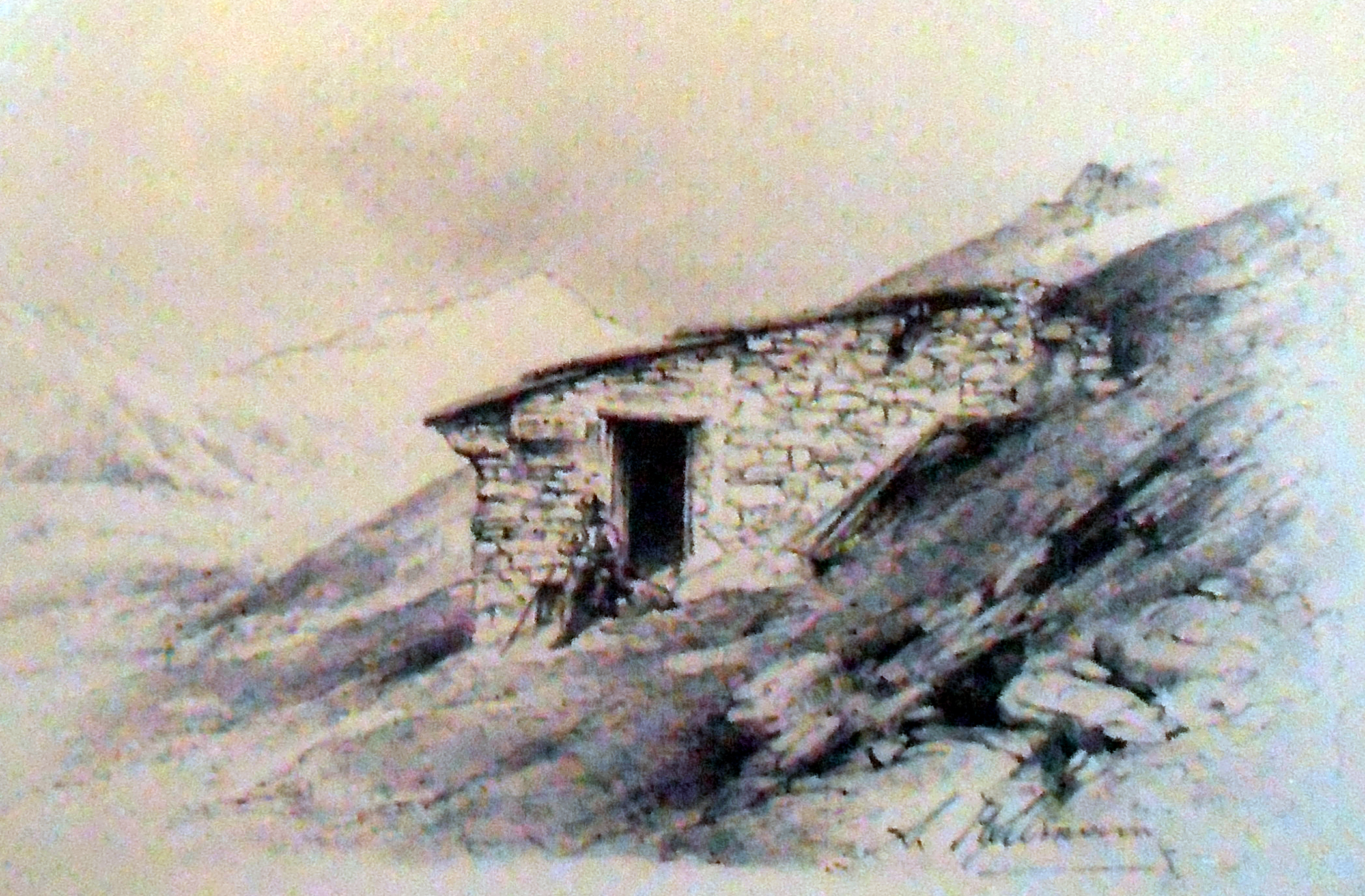
Aquarell von Anton Paul Heilmann (ca. 1880)

Die Hofmannshütte war eine alpine Schutzhütte in der Glocknergruppe in Kärnten im Nationalpark Hohe Tauern. Sie gehörte der Akademischen Sektion Wien des Österreichischen Alpenvereins, war seit 2005 wegen Baufälligkeit außer Betrieb und wurde im Sommer 2016 im Auftrag des ÖAVs abgerissen. Die Fläche wurde dann renaturiert. Durch das rapide Abschmelzen der Pasterze in den vergangenen Jahrzehnten und die Erschließung der Franz-Josefs-Höhe für den Massentourismus hatte sie ihre alpinistische Bedeutung – vor allem als Stützpunkt zur Großglockner-Besteigung – nachhaltig verloren.

## Lage und Wege
Die Hofmannshütte lag oberhalb der Pasterze in der Nähe der Franz-Josefs-Höhe auf 2444 m ü. A.
Der Zustieg erfolgte in 45 Minuten von der Franz-Josefs-Höhe (2363 m) über den markierten Gamsgrubenweg. Der Weg führt weiter zur auf 2972 m gelegenen Oberwalderhütte. Die Hofmannshütte war bis zu ihrer Schließung der Ausgangspunkt für den Aufstieg auf den Großglockner über das Hofmannskees.

## Geschichte
Die Hofmannshütte war nach dem deutschen Bergsteiger Karl Hofmann (1847–1870) benannt. Sie entwickelte sich zu einem der beliebtesten Ausgangspunkte für Hochtouren auf den Großglockner und andere Dreitausender der Glocknergruppe.
Bereits 1834 regte Erzherzog Johann einen ersten Hüttenbau an. Die Hütte bestand ursprünglich nur aus einem Raum und verfiel im Laufe der Zeit. Johann Stüdl und Karl Hofmann errichteten die Hütte im Jahre 1869 auf eigene Kosten erneut. Im Jahr 1871 erfolgte die Umbenennung auf Hofmann-Hütte durch den DuOeAV in Salzburg. Erstmals renoviert wurde die Hütte 1887 von der Sektion Prag des DuOeAV, die dann 1910 die Hütte an die Akademische Sektion Wien des DuOeAV per Schenkung übertrug. Es folgten mehrere Erweiterungen, 1953 und von 1969 bis 1982. Schon 1998 betrieb die Hütte Sonnenwärmekollektoren und eine Bio-Kläranlage.
In den letzten zwei Jahrzehnten verschlechterte sich der bauliche Zustand der Hütte immer mehr, sodass im Jahre 2006 beschlossen wurde, sie abzureißen. Gründe für den Abrissbeschluss waren unter anderem die morsche Bausubstanz, da die Hütte aus Holz angelegt war, sowie die Ausbreitung von Schimmel im Innenraum. Nach dem bereits für das Jahr 2006 beschlossenen Abriss war geplant, am ehemaligen Standort eine neue Schutzhütte zu errichten, was damals allerdings ob der hohen Kosten von 3 Millionen Euro noch unsicher war.
Der Österreichische Alpenverein hat Mitte August 2013 für diese seine älteste Hütte beim Heiligenbluter Bürgermeister den Antrag auf Abriss ohne Neubau gestellt. Da alle Teile aus dem Nationalpark Hohe Tauern hinausgebracht werden müssen, wird mit Kosten von mindestens 100.000 € gerechnet. Wird die Hütte geschleift, wird es im Sonderschutzgebiet der Gamsgruabn keinen Neubau mehr geben, so Bürgermeister Sepp Schachner. Die Entscheidung des Österreichischen Alpenvereins fiel, obwohl Land Kärnten, Gemeinde Heiligenblut und die Großglockner Hochalpenstraßen AG gewisse Anteile an der Renovierung bezahlt hätten, doch sie würde bergsteigerisch mangels Bedarf keinen Sinn ergeben. Denn einerseits liegt die Hütte in der Nähe der mit dem Auto erreichbaren Franz-Josefs-Höhe; andererseits aber ist der Hofmannsweg, der frühere Normalweg zum Gipfel des Großglockners, der von der Hofmannshütte über die Pasterze und das Hofmannskees zur Erzherzog-Johann-Hütte führt, wegen Steinschlaggefahr für Touristen nicht mehr zu nutzen und die Hütte wurde somit vom Touristenstrom abgeschnitten.
Wegen des Problems der fehlenden Sanitäranlagen entlang des Gamsgrubenwegs wurde über einen Neubau nachgedacht; ein Ausflugsziel für etwa 1,5 Mio. Euro war 2016 geplant und finanziert.
Im September 2016 wurde die Hütte abgerissen und danach das Gelände renaturiert.
Seit 2021 betreibt die Großglockner Hochalpenstraßen AG ein Projekt zur Neu-Errichtung einer Gaststätte an der Stelle der ehemaligen Hofmannshütte um die Besucher zu lenken und ihnen ein WC zu bieten.

## Übergänge
- Oberwalderhütte (2972 m) 2½ Stunden
- Rudolfshütte (2311 m) 6 Stunden
- Salmhütte (2644 m) 5 Stunden
- Heinrich-Schwaiger-Haus (2802 m) 7 Stunden
- Stüdlhütte (2801 m) 5 Stunden
- Erzherzog-Johann-Hütte (3451 m) 4 Stunden

## Touren

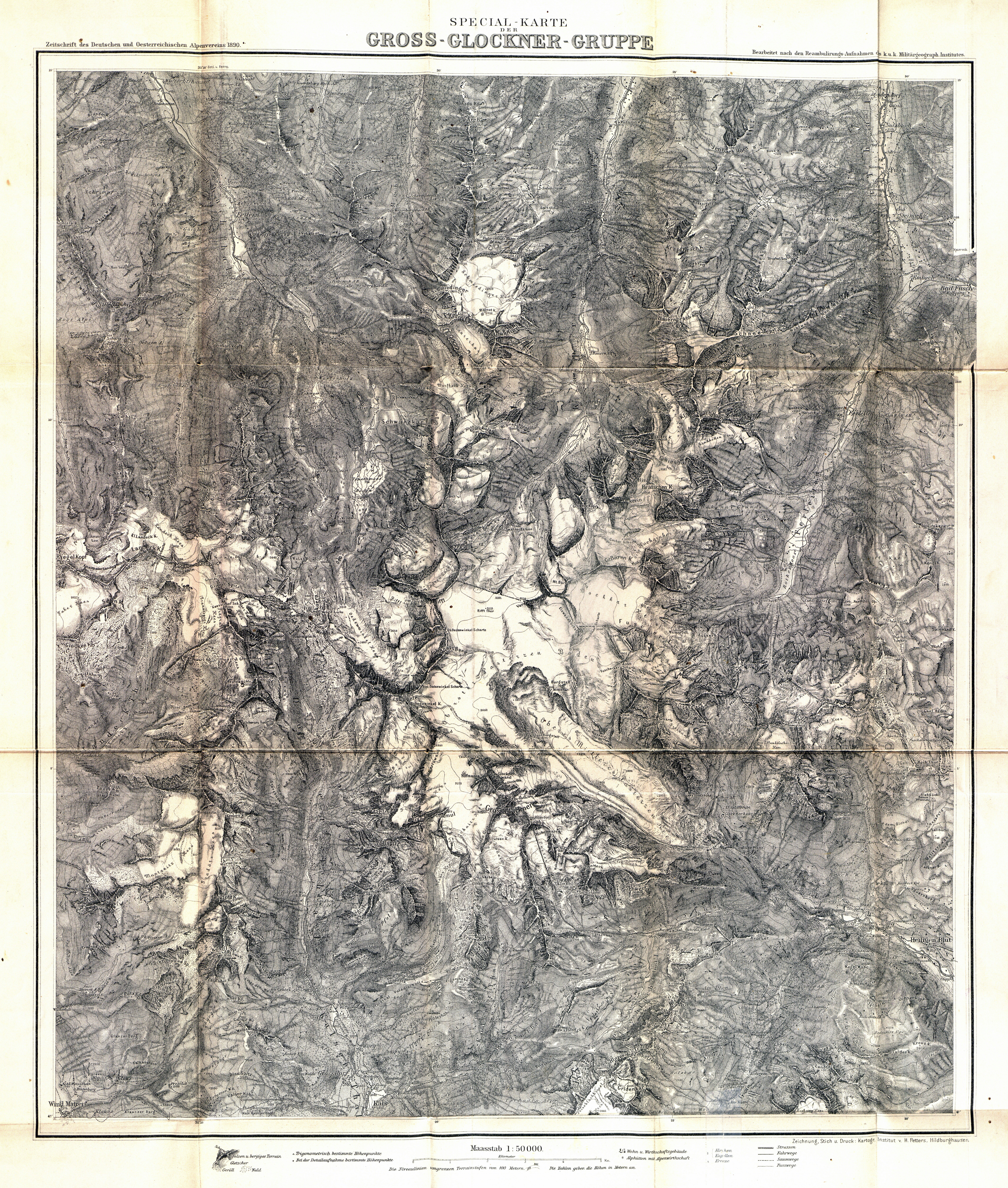
Alte Karte von 1890 mit Hofmannshütte und Hofmannsweg über die Pasterze

- Johannisberg (3460 m) 4 Stunden
- Großglockner (3798 m) 6 Stunden
- Fuscherkarkopf (3331 m) 3 Stunden
- Freiwandspitze (3053 m) 3 Stunden